# Klarinetconcert (Musgrave)
Thea Musgrave componeerde haar Klarinetconcert in 1969 aansluitend op haar Concert voor orkest. In het Concert voor orkest neemt de klarinettist het hele orkest op sleeptouw in zijn/haar strijd met de dirigent. In haar klarinetconcert verbindt ze de solist(e) iedere keer aan andere groepen binnen het symfonieorkest om zodoende het werk te “ontregelen”.
Het werk is opnieuw geschreven in een stijl die destijds opgang deed, de uitgeschreven improvisatie waarbij de diverse orkestleden een grote vrijheid hebben voor tempo en metrum. Haar Concert voor orkest was in diezelfde stijl gecomponeerd.
Naast de klarinet is de accordeon een belangrijke solist in het werk.
Musgrave schreef het werk voor de klarinettist Gervase de Peyer, die dan ook de première verzorgde, samen met het BBC Symphony Orchestra onder leiding van Colin Davis.

## Discografie
Onder andere Lyrita Records: London Symphony Orchestra o.l.v. Norman del Mar.